# روث روز (اقتصادية)
روث روز هي اقتصادية كندية، ولدت في 1944.